# Beholla
Le Beholla est un pistolet semi-automatique fabriqué par Becker & Hollander pour équiper les soldats allemands pendant la Première Guerre mondiale. Après l'armistice, la production devient commerciale.